# Josh Schwartz
Josh Schwartz (Providence, Rhode Island, Estados Unidos, 6 de agosto de 1976) es un guionista y productor de televisión estadounidense. Schwartz es conocido por la creación y la producción ejecutiva del drama de Warner Bros. The O.C.. Posteriormente realizó otras dos producciones para televisión, Gossip Girl para The CW Network, y Chuck para NBC.

## Biografía
Nació en el seno de una familia judía de origen alemán, sus padres Steve y Honey Schwartz fueron inventores de juguetes Hasbro.[cita requerida] Josh Schwartz creció por tanto rodeado de juguetes y en un ambiente familiar creativo donde desarrolló su imaginación.
A sus 26 años, se convirtió en la persona más joven en la historia de la televisión en crear una serie y hacer su producción diaria con The OC. Actualmente vive en Los Ángeles.

## Créditos

### Series de televisión
- The O.C. (serie de televisión, 2003–2007; creador, guionista, productor ejecutivo)
- Chuck (serie de televisión, 2007-2012; cocreador, guionista, productor ejecutivo)
- Gossip Girl (serie de televisión, 2007-2012 cocreador, guionista, productor ejecutivo)
- Hart of Dixie (serie de televisión, 2010-2013; cocreador, guionista, productor ejecutivo)
- The Carrie Diaries (serie de televisión, 2011-2013; cocreador, guionista, productor ejecutivo)
- Dynasty (serie de televisión de 2017, 2017—presente; cocreador, guionista, productor ejecutivo)
- Runaways (2017–2019) co-creador, guionista, productor ejecutivo)
- Nancy Drew (Serie de televisión de 2019, 2019-2023 co-creador, guionista, productor ejecutivo)
- Gossip Girl (2021); co-creador, guionista, productor ejecutivo)

### Pilotos de televisión (sin transmitir)
- Brookfield (2000; guion; producido por ABC/Disney )
- Wall to Wall Records (2001; guion; producido por Warner Bros.)

### Series de internet
- Rockville, CA (serie de internet, 2009; creador, productor ejecutivo)

### Películas
- Looking for Alaska (2008; producción y guion)

### Guiones (sin producir)
- Providence (1997; guion)[2]
- Superman de J. J. Abrams (2004; guion)[3]

## Vida personal
Se casó con Jill Stonerock el 20 de septiembre de 2008 en Santa Bárbara, California. Rachel Bilson fue la dama de honor en su boda y tocó Imogen Heap.